# Астаховка
Аста́ховка (каз. Астаховка) — село в Бухар-Жырауском районе Карагандинской области Казахстана, входит в состав сельского округа Баймырза. 

## География
Населённый пункт расположен на северо-западе района, на левом берегу реки Баймырза, в 32 километрах (по автодороге) к востоку от административного центра сельского округа села Баймырза, в 62 километрах к северо-западу от районного центра посёлка Ботакара, в 72 километрах к северу от областного центра города Караганда. Соседние населённые пункты: Актау в 4,6 километрах к югу, Русская Ивановка в 7,7 километрах к северу. Транспортное сообщение осуществляется автомобильной дорогой республиканского значения KZ09-01 (Р-37) «Темиртау—Актау—Бастау». Абсолютная высота центра населённого пункта — 503 метров над уровнем моря.

## История
Переселенческий участок Баймырза был образован в 1903 году при одноимённой речке на территории Спасской киргизской волости Акмолинского уезда. Согласно справочным сведениям на 1911 год, общая площадь участка составляла 6 438,0 десятин, из них удобной — 4 607,40, неудобной — 1 830,60, церковной — 120,0; число душевных долей — 307. Участок находился в 140 верстах от близлежащего города, располагала почтовая станция. Утверждённое название участка Баймурза фигурирует на карте заселяемой части Сибири 1905 года, на 1911 год пронумерован 75-м. Непосредственно Астаховское сельское общество было основано в 1907 году исключительно переселенцами из «южных губернии России». По другим данным официальной датой основания посёлка считается 30 января 1908 года. Посёлок фигурирует на картах 1913 и 1914 гг. как Астаховский. По Памятной книжке Акмолинской области 1909 года, селение Астаховское — располагалось на 4-м участке и относилось к Санниковской волости (волостное село — Санниково), по Памятной книжке... 1912 года — центр собственной Астаховской волости на 5-м участке.
После окончательного установления советской власти на территории нынешней Карагандинской области к середине 1920 года, постановлением Чрезвычайной полномочной комиссии ЦИК КАССР 25 апреля 1921 года была образована Акмолинская губерния, куда вошли бывшие уезды Акмолинской области кроме Омского:26—30. В январе 1923 года было проведено укрупнение волостей, в ходе которого Астаховка вошла в состав Промышленной волости:26—30. В сентябре 1928 года утверждается районно-окружное деление, Астаховка — в составе Промышленного района Акмолинского округа:127—128. В декабре 1930 года на основании постановления ВЦИК от 23 июля 1930 года ликвидируется окружное деление и укрепляются районы, село вошло в состав Карагандинского района (с 1931 года — Тельманский):183—184. С марта 1932 года — в составе Карагандинской области:230—232. По состоянию на 1 января 1951 года — административный центр Астаховского сельсовета в составе Тельманского района, с 16 июля 1954 года — село в составе Покорненского сельсовета. Постановлением Правительства Республики Казахстан «О мерах по реализации Указа Президента Республики Казахстан "Об изменениях в административно-территориальном устройстве Алматинской, Восточно-Казахстанской, Карагандинской и Северо-Казахстанской областей"» от 23 мая 1997 года, — Астаховка вошла в состав Бухар-Жырауского района

## Современное состояние
На 2016 год в селе — 2 улицы. Решением акима сельского округа Баймырза Бухар-Жырауского района Карагандинской области от 6 августа 2018 года № 3 «О переименовании улиц в сельском округе Баймырза», улицы села Верхняя и Нижняя были переименованы в Бейбітшілік и Еңбек соответственно. Согласно решению акима Бухар-Жырауского района Карагандинской области от 27 января 2020 года № 1 «Об образовании избирательных участков на территории Бухар-Жырауского района» на территории села по адресу Бейбітшілік 1/1 организован избирательный участок № 519.

## Население
| Численность населения | Численность населения | Численность населения | Численность населения |
| 1989                  | 1999                  | 2009                  | 2021                  |
| --------------------- | --------------------- | --------------------- | --------------------- |
| 314                   | →314                  | ↘296                  | ↘165                  |

национальный состав
Процентное соотношение численно-преобладающих национальностей села согласно переписи населения 1989 года:
| Национальность | Процентное соотношение |
| -------------- | ---------------------- |
| русские        | 34 %                   |
| немцы          | 27 %                   |
| другие         | 39 %                   |